# Дзяцко, Карл
Карл Дзяцко (нем. Carl Dziatzko) (27 января 1842, Нойштадт, Германия — 13 января 1903, Гёттинген, Германия) — немецкий библиотековед, библиотечный деятель, книговед и филолог.

## Биография
Родился 27 января 1842 года в Нойштадте. Поступил и через 5 лет окончил курс классической филологии в Боннском университете. В 1871 году устроился на работу в университетскую библиотеку во Фрайбурге и проработав там год перешёл в университетскую библиотеку в Бреслау, где был назначен на должность главного библиотекаря и проработал вплоть до 1886 года, после чего решил оставить должность главного библиотекаря и перешёл на должность обычного библиотекаря там же. Это сделал он лишь потому, что перешёл в Гёттингенский университет на должность профессора библиотековедения.
Скончался 13 января 1903 года в Гёттингене.

## Научные работы
Основные научные работы посвящены библиотековедению.